# Falls of Glomach
Die Falls of Glomach sind mit einer Fallhöhe von 113 m die dritthöchsten Wasserfälle des Vereinigten Königreichs. Sie liegen etwa 25 Kilometer östlich von Kyle of Lochalsh in der Council area Highland in Schottland. Seit 1944 wird das Gebiet um den Fall vom National Trust for Scotland (NTS) verwaltet.

## Beschreibung
Die Falls of Glomach sind die dritthöchsten Wasserfälle des Vereinigten Königreichs und liegen in Kintail, einem weiteren Gebiet, das vom NTS betreut wird. An diese Gebiete schließt sich mit West Affric eine weitere Liegenschaft des NTS an. Der Name Falls of Glomach kommt vom gälischen glòmach, was dunstig bedeutet, wahrscheinlich eine Anspielung an die durch den Wind häufig auftretende Gischt. 
Die Fälle sind nicht mit dem Auto, sondern nur über einen rund 20 km langen, relativ anspruchsvollen Wanderweg zu erreichen; es gibt eine detaillierte Wegbeschreibung in Deutsch.